# Vrbas (parroquia)

La parroquia de Vrbas en el Estado medieval bosnio.

La parroquia de Vrbas es el nombre de un territorio medieval en el área del actual municipio de Bania Luka, Bosnia y Herzegovina. Pertenecía a la región de Donji Kraji.
Se extendía desde el río Moštanica en el oeste, donde limitaba con la parroquia de Dubica, hasta el río Sava en el norte y hasta el río Vrbas en el este. La frontera sur era el río Crkvena en las laderas de Kozara. La sede parroquial estaba en el antiguo pueblo de Vrbas, que se identificaba con las ruinas de la ciudad de Marija encima del actual Gornje Podgradci, que era un suburbio de la ciudad de Vrbas. El casco antiguo de Vrbas, con la iglesia de San Jorge, fue declarado Monumento Nacional de Bosnia y Herzegovina.
Durante mucho tiempo, Vrbas estuvo gobernada por nobles húngaros y croatas del Banato de Eslavonia. Con la expansión del Reino de Bosnia, el gran duque Hrvoje Vukčić Hrvatinić anexó la parroquia de Vrbas a Donji Kraji y Bosnia después de 1383, cuando Iván, hijo de Vladislav, commes et castellanus de Vrbaz, es mencionado como un administrador húngaro. En 1391 Dragiša Vukčić aparece como prefecto de la parroquia de Glaž.
Durante el período de dominio bosnio, la parroquia de Glaž se formó a partir de una parte de la parroquis de Vrbas, al este de los ríos Jurkovica y Osorna hasta el río Vrbas y desde el Sava en el norte hasta el Crkvena en el sur. En la carta de Hrvoje Vukčić de 1412 se enumeran los testigos: de Glaž, el duque Ivaniš Petrović, y de Vrbas, Petar Jočić.
Al año siguiente, 1413, Hrvoje se quedó sin las parroquias de Vrbas y Sana. La parroquia de Vrbas fue entonces administrada por el obispo Eberhard Alben de Zagreb y luego en 1433 pasó a manos del príncipe Iván Blagajski. A través del nuevo matrimonio de su viuda Dorotea, el príncipe Martín Frankopan pasó a ser propietario de la parroquia. La parroquia de Glaž permaneció en el Estado bosnio hasta su caída bajo el dominio otomano en 1463. Fue heredada por los descendientes de Dragiša Vukčić: su hijo, el duque Ivaniš Dragišić, y sus nietos, el príncipe Pavle, el príncipe Marko y el príncipe Juraj.